# Матковский, Максим Александрович
Максим Александрович Матковский (род. 1984, Киев, Украинская ССР) — украинский прозаик и поэт, сценарист, пишущий на русском языке. Лауреат литературной премии «Дебют» (2012 и 2014), лауреат «Русской премии» (2014), финалист премии «Национальный бестселлер» (2017).

## Биография
Родился в 1984 году в Киеве, в Украине. В 2005 году завершил обучение в Дамасском институте в Сирии по специальности «арабский язык и литература», в этом же году защитил диплом Киевского национального университета им. Тараса Шевченко по специальности «арабский язык и литература».
Увлекается литературой. Пишет на русском языке. В 2011 году его цикл рассказов «Теперь все можно рассказать» вошел в лонг-лист литературной премии «Дебют» в номинации «малая проза». Через год он стал обладателем специального приза премии «Дебют» за цикл рассказов «Танцы со свиньями». В 2014 году автор с романом «Попугай в медвежьей берлоге» стал лауреатом литературной премии «Дебют». Этот же роман стал лауреатом «Русской премии» в 2014 году в номинации крупная проза. В 2017 году его роман «Секретное море» был номинирован на две престижных литературных премии — «Национальный бестселлер», «Русская премия». Автор киевского литературного журнала «Радуга», а также печатался в журналах: «Москва», «Октябрь», «Знамя».
На телеканале «Интер» работает сценаристом. В 2011 году по его сценарию был снят кинофильм «Библиотечный Курьер». Эта лента была удостоена премии «Лучшая сценарная работа 2011» в рамках медиапроекта «ИНТЕР школа». В 2012 году Максим Матковский стал финалистом премии «Нонконформизм». В этом же году участвовал в форуме молодых писателей в Армении «Корень и Крона». Также участник 12-го международного форума молодых писателей в Липках.
В совершенстве владеет английским, арабским, русским и украинским языками.
Проживает в Киеве.

## Отзывы
Обозреватель Марина Кронидова опубликовала развёрнутую рецензию на роман «Секретное море» — номинанта премии «Национальный бестселлер»:
Местами поэтический абсурд текста по накалу приближается к Ричарду Бротигану, оттуда же и жанровые игры. Метафорические сравнения напрямую отсылают к книге «Ловля форели в Америки», увы, идея описания глаз почерпнута оттуда: «глаза похожи на шнурки, натянутые на раму клавесина». Но, отметив это обстоятельство, ругать Матковского не хочется. Не то, чтобы смело, но лихо, хотя и кривовато, склепанный из детских страшилок, роман с легким флером хипстерской философичности вполне имеет право на борьбу и даже по-своему хорош.

## Награды и премии
- 2011 — Лауреат всеукраинской премии «Активация Слова» для русскоязычных авторов;
- 2012 — лауреат литературной премии «Дебют», за цикл рассказов «Танцы со свиньями»;
- 2014 — лауреат литературной премии «Дебют», за роман «Попугай в медвежьей берлоге»;
- 2014 — лауреат литературной «Русской премии», за роман «Попугай в медвежьей берлоге»;
- 2017 — финалист литературной премии «Национальный бестселлер», за роман «Секретное море»;
- 2017 — номинант литературной «Русской премии», за роман «Секретное море»;
- лауреат литературной премии имени Паустовского,
- лауреат литературной премии имени Бабеля.